# Sonate K. 46
Pour les articles homonymes, voir K46.
La sonate K. 46 (F.4/L.25) en mi majeur est une œuvre pour clavier du compositeur italien Domenico Scarlatti.

## Présentation
La sonate en mi majeur, K. 46, est notée Presto (mais Allegro dans le manuscrit de Parme). Elle fait partie de la première manière de Scarlatti mais, comme ses sœurs (K. 43 à 48), elle présente le caractère flamboyant qui caractérise bon nombre des 200 premières sonates : leur style est plus vivant, leurs thèmes plus contrastés et leurs rythmes sont nouveaux et d'inspiration espagnole. Dans cette sonate, le compositeur amplifie ou diminue le son de l'« instrument réputé statique », comme il le fait dans d'autres sonates, telles les  sonates K. 44, 215, 420 et 518.

## Manuscrits
Le manuscrit principal est le numéro 4 du volume XIV de Venise (1742), copié pour Maria Barbara ; les autres sources manuscrites sont Parme II 15, Münster III 13 et Vienne E 12.

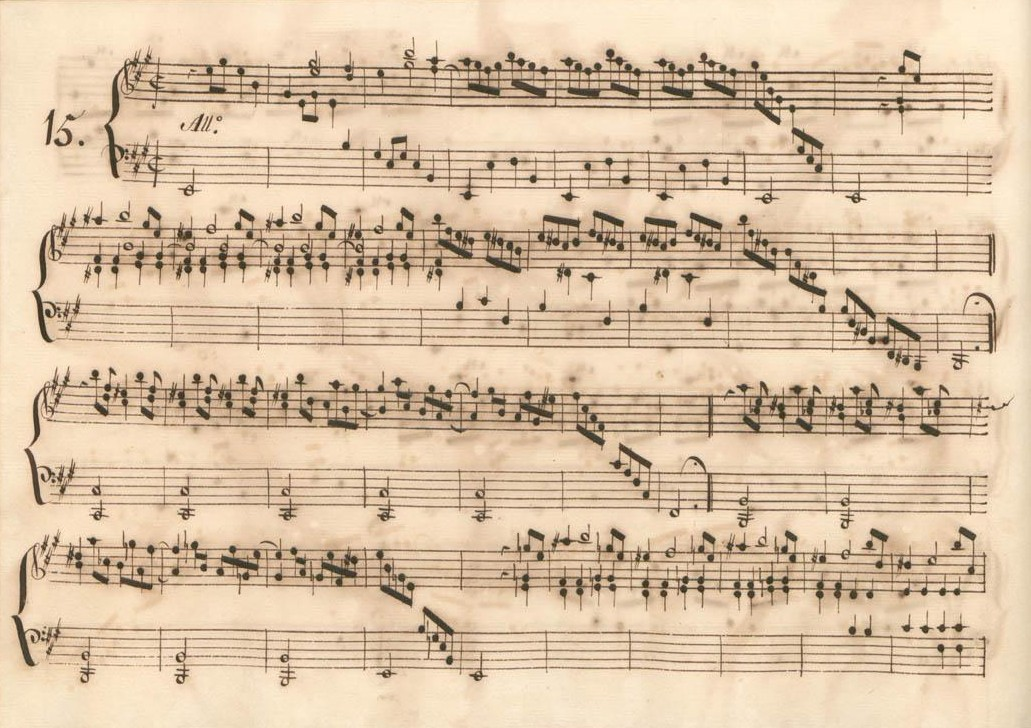
Parme II 15.
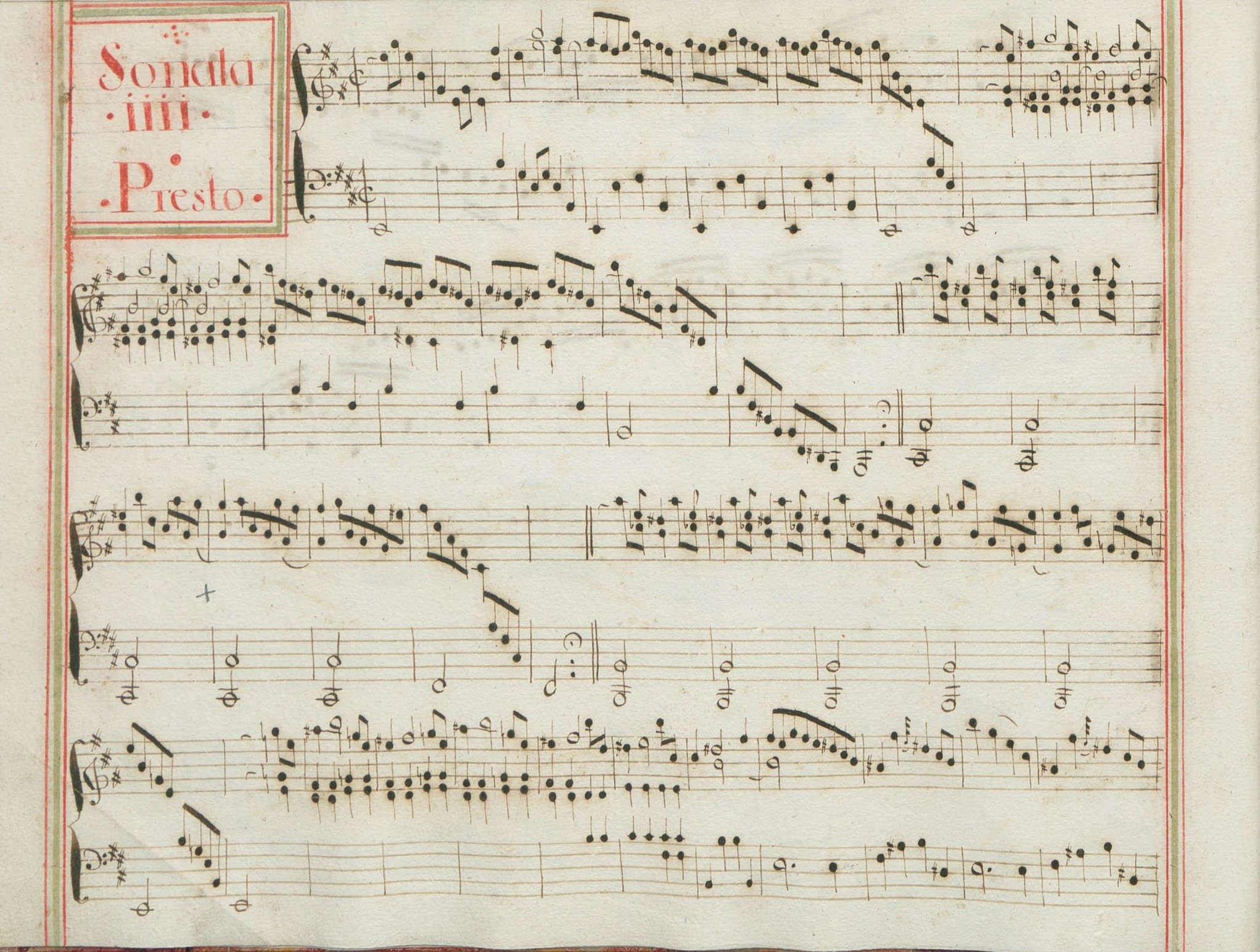
Venise XIV 4.

## Interprètes
La sonate K. 46 est défendue au piano par Vladimir Horowitz (1947, RCA) ; au clavecin par Huguette Dreyfus (1967, Valois), Trevor Pinnock (1981, CRD), Scott Ross (Erato, 1985), Igor Kipnis (1992, Chesky Records), Colin Booth (1994, Olympia), Enrico Baiano (Symphonia), Ottavio Dantone (Stradivarius) et Richard Lester (2005, Nimbus, vol. 6).

## Sources
: document utilisé comme source pour la rédaction de cet article.
- Ralph Kirkpatrick (trad. de l'anglais par Dennis Collins), Domenico Scarlatti, Paris, Lattès, coll. « Musique et Musiciens », 1982 (1re éd. 1953 (en)), 493 p. (ISBN 978-2-7096-0118-4, OCLC 954954205, BNF 34689181).
- Alain de Chambure, « Domenico Scarlatti : Intégrale des sonates — Scott Ross », p. 176, Erato (2564-62092-2), 1985 (OCLC 891183737) .